# Cerro Policía
Cerro Policía es una localidad de la Región Centro Oeste Departamento El Cuy, provincia de Río Negro, al norte de la Patagonia argentina. 

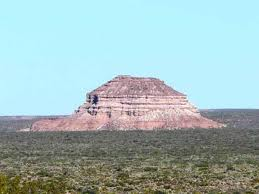
Cerro que le da el nombre a la localidad.

## Características generales
A unos 35km de la localidad se encuentra un paraje llamado La Buitrera, dentro del área protegida Valle Cretácico, creada recientemente. Se trata de un importante yacimiento de fósiles cretácicos, entre los que posiblemente pertenecieron a dinosaurios y otros vertebrados de gran tamaño.
Fue fundada el 11 de octubre de 1905, en cercanías de un camino utilizado durante siglos para el traslado de ganado, y que posteriormente formaría parte de la RN23.
La gestión administrativa comunal de la localidad se encuentra bajo la órbita de una Comisión de Fomento.
Cerro Policía cuenta con una escuela de nivel inicial y una escuela hogar que dan respuesta a las demandas educativas de la localidad y de su entorno rural. Asimismo, desde el año 2010, cuenta con el programa de Centros de Educación Media Rural ( CEM Rural)  que posibilitó el desarrollo de la escuela secundaria en la localidad. Hasta el año 2016 la misma contaba con 25 estudiantes.

## Toponimia
La localidad toma su nombre del cerro Policía, elevación que se encuentra a 10 km del casco urbano. Está ubicada a 120 km de la ciudad de Neuquén y a 130 km de la ciudad de General Roca.

## Población
La localidad contó con 252 habitantes (Indec, 2010) según el último censo nacional.
El censo 2022 arrojó 225 viviendas con una población estable de 275 habitantes en la comisión de fomento.
| Gráfica de evolución demográfica de Cerro Policía entre 1991 y 2022 |
|                                                                     |
| Fuente: Censos nacionales del INDEC                                 |

## Actividades
Su comunidad está compuesta en su mayoría por gente adulta, con una media de edad de 30 años. La principal actividad económica está basada en los trabajos rurales, la cría de hacienda lanar y la venta de lana. Se encuentra en estudio un proyecto de desarrollo para la generación de energía eólica de 300MW en la meseta, aprovechando las condiciones climáticas de la zona.

## Clima
El clima de la localidad es frío, seco y ventoso, correspondiente a su ubicación dentro de la meseta patagónica.

## Flora y fauna
La vegetación es baja y rala, condicionada por las características del ambiente de estepa. En cercanías de la localidad se pueden encontrar ñandúes (Rhea pennata), zorros (Lycalopex griseus), guanacos (Lama guanicoe) y liebres (Dolichotis patagonum).

## Galería de Imágenes

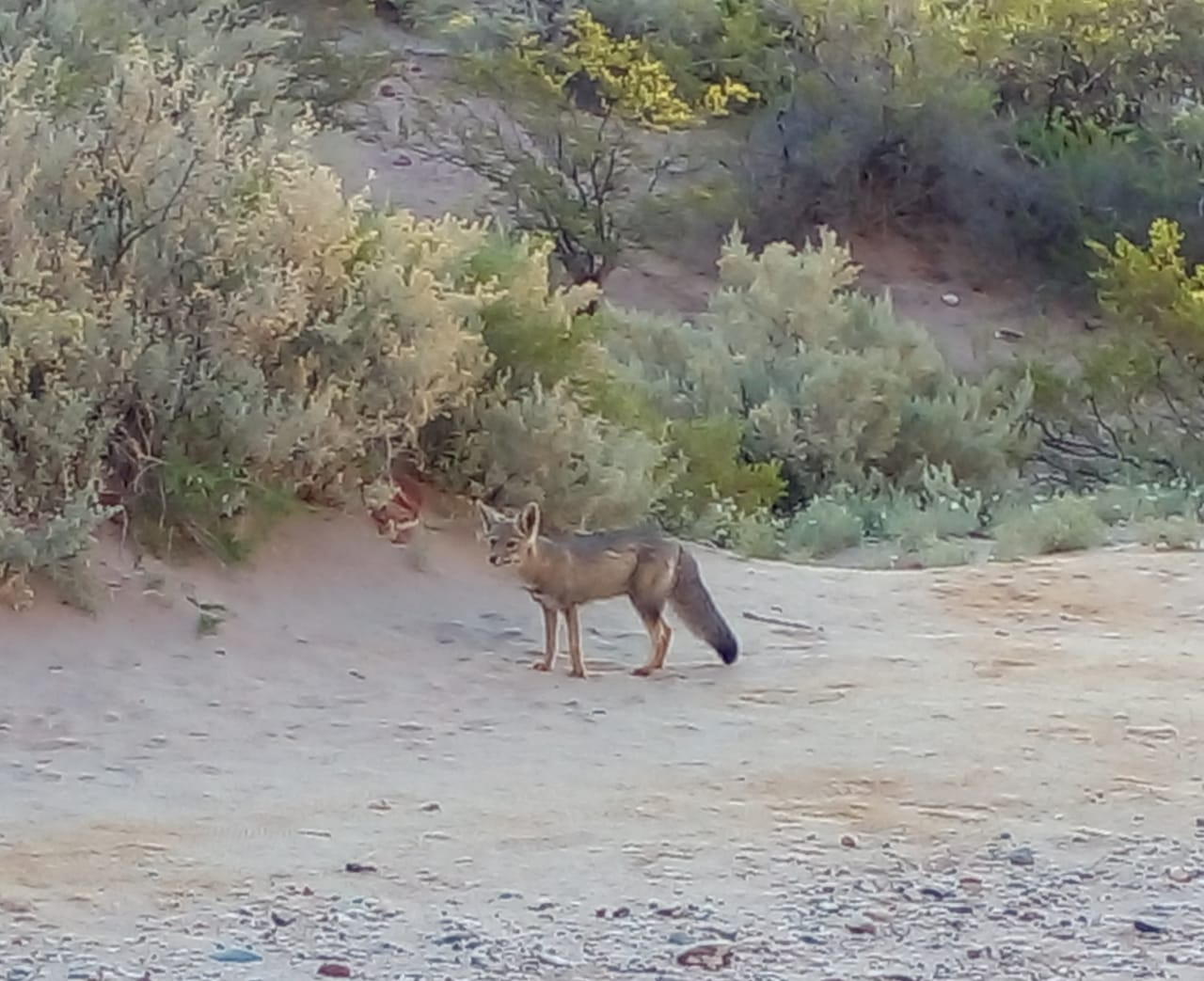
Zorro gris en el Cerro Policía
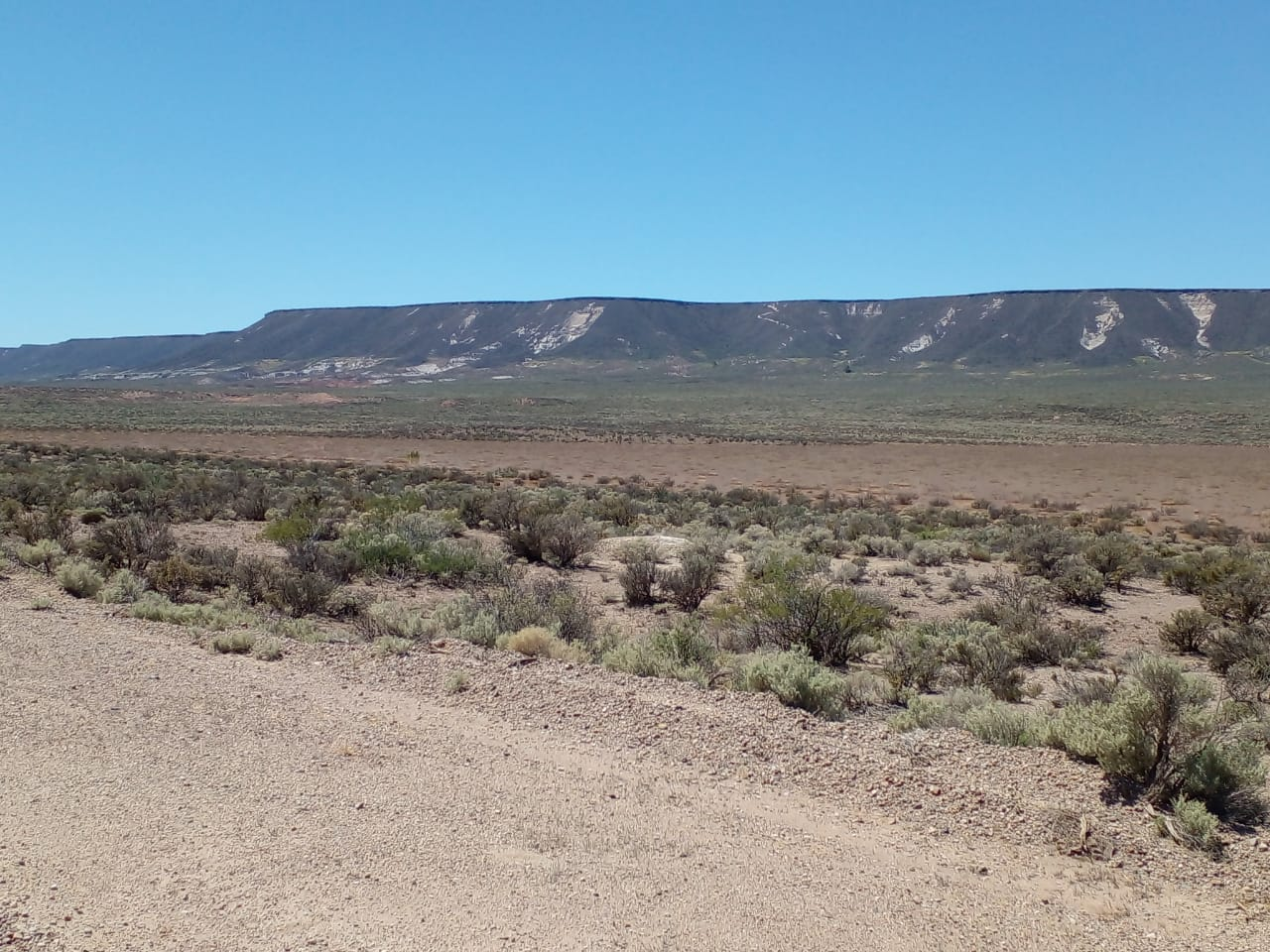
Vegetación en el Cerro Policía
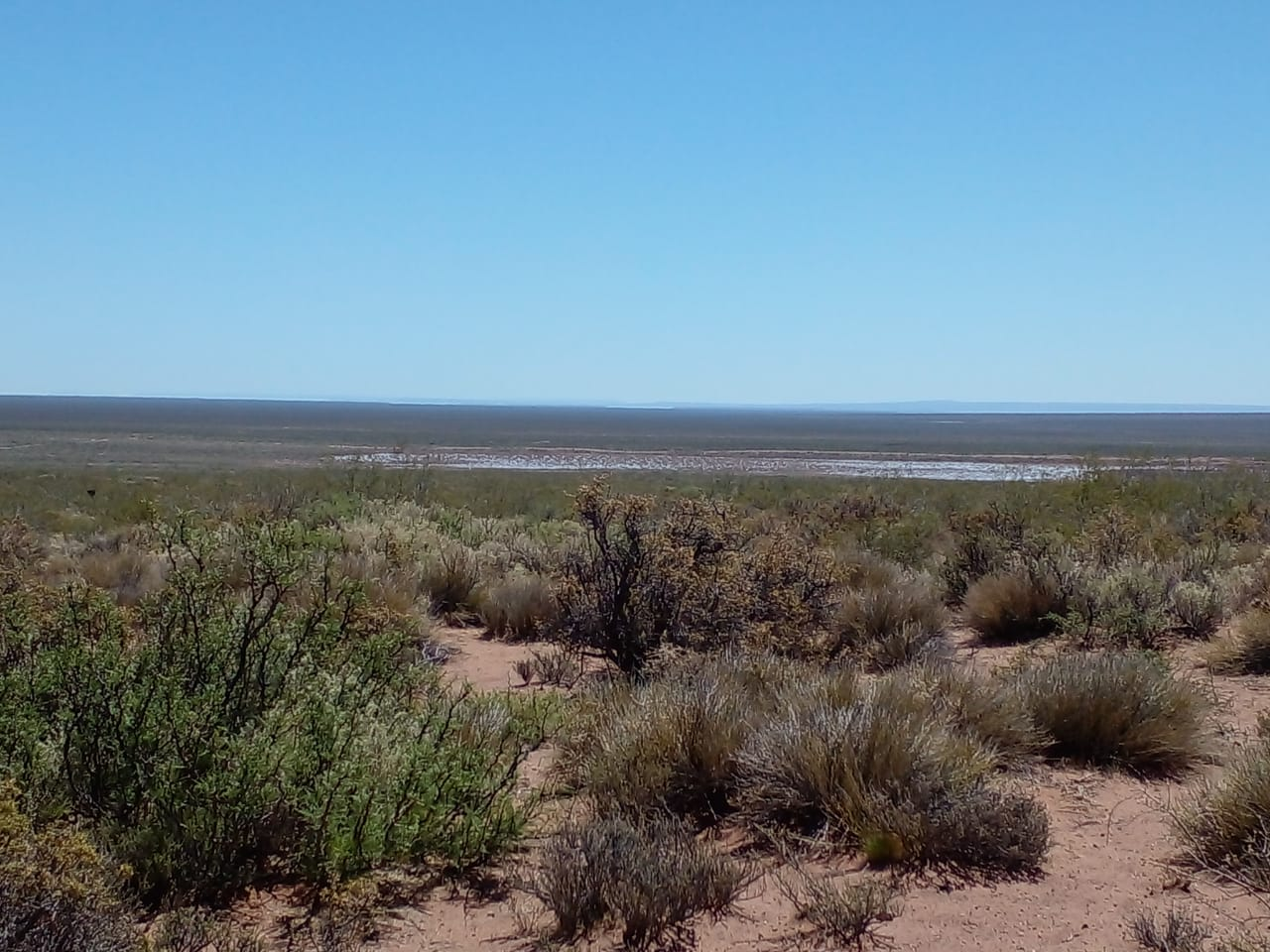
Vista de Laguna Negra. Cerro Policía